# Univers (probabilités)
Cet article concerne l'univers en probabilités. Pour l'Univers au sens cosmologique, voir Univers. Pour les autres significations, voir Univers (homonymie).

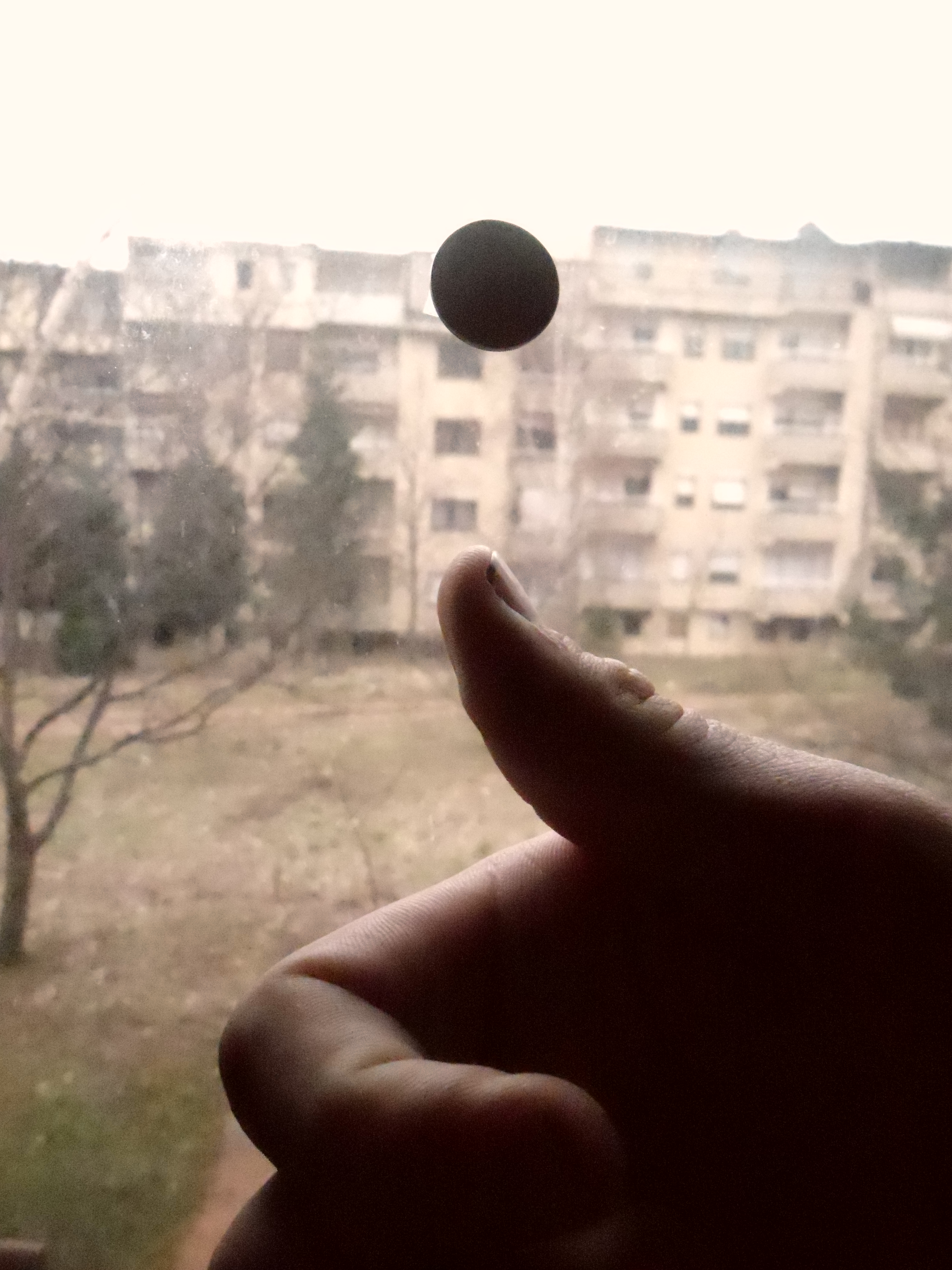
Lancé d'une pièce (pile ou face)

En théorie des probabilités, un univers, souvent noté {\displaystyle \Omega }, {\displaystyle U} ou {\displaystyle S}, est l'ensemble de toutes les issues (résultats) pouvant être obtenues au cours d'une expérience aléatoire.

## Définitions
À chaque élément {\displaystyle \omega } de l'univers {\displaystyle \Omega }, c'est-à-dire à chacun des résultats possibles de l'expérience considérée, nous pouvons associer le sous-ensemble {\displaystyle \{\omega \}} constitué de cet élément, appelé événement élémentaire. De manière plus générale, toute partie de l'univers {\displaystyle \Omega } est appelée un événement.
On parle également d'espace des événements élémentaires ou d'espace des observables, ou encore d'espace échantillon.
Par exemple, si nous lançons une pièce, nous avons deux issues possibles : « pile » ou « face ». L'expérience aléatoire considérée est alors : « un lancer de pièce ». Nous pouvons définir l'univers {\displaystyle \Omega } associé à cette expérience, qui regroupe tous les résultats possibles : {\displaystyle \Omega \equiv \{{\text{pile}},{\text{face}}\}}. Pour une expérience de lancer de dé, nous choisirions l'univers {\displaystyle \Omega \equiv \{1,2,3,4,5,6\}}.
À n'importe quel univers discret (fini et/ou dénombrable), on peut associer une probabilité qui est entièrement déterminée par les valeurs qu'elle prend sur les événements élémentaires. Ainsi, à chaque événement est associable une probabilité de réalisation. Par exemple, pour le lancer de dé, on va associer à chaque événement de l'univers {\displaystyle \Omega \equiv \{1,2,3,4,5,6\}} une probabilité égale à 1/6.
Toute définition de probabilité commence par la recherche d'un univers de tous les événements réalisables et par la définition précise de tous les événements utiles à sa résolution. La recherche de l'univers consiste à représenter de manière unique les issues possibles de l'expérience par des objets mathématiques (nombres, p-listes, p-listes d'éléments distincts, parties d'un ensemble, permutations, suites, etc.) pour former un ensemble.
Lorsque l'univers n'est pas discret, on va restreindre les événements à un ensemble de parties dont on peut définir la probabilité, et satisfaisant à certains critères de cohérence : une tribu, ou σ-algèbre. Le couple obtenu en combinant un univers et une tribu d'événements sur cet univers constitue alors un espace probabilisable. Le triplet obtenu en combinant un univers, une tribu et une probabilité sur cette tribu est appelé un espace probabilisé.
En probabilités, on va souvent étudier non pas les résultats d'une expérience aléatoire mais plutôt des valeurs associées à ces résultats. Pour des lancers de dés, ce pourrait être par exemple la valeur de la face visible, la valeur de la face cachée, la somme des valeurs des faces visibles de deux dés, le gain du joueur, le gain du casino, etc.
Les applications utilisées pour associer une valeur aux éléments de l'univers, sous réserve qu'elles satisfassent à certaines contraintes dites de mesurabilité, sont appelées des variables aléatoires. L'univers d'une expérience aléatoire constitue donc l'ensemble de définition de toutes les variables aléatoires dérivées de cette expérience.

## Choix de l'univers
Pour certains types d'expériences, nous pouvons définir plusieurs univers différents. Par exemple, quand nous tirons une carte d'un jeu de 52 cartes, nous pouvons nous intéresser au rang de la carte dans le jeu et définir l'univers comme l'ensemble des entiers de 1 à 52 ; d'autre part, nous pouvons nous intéresser à la couleur de la carte obtenue et définir l'univers comme étant l'ensemble {pique, cœur, carreau, trèfle}. Pour avoir une description complète d'une issue, nous serions amenés à préciser la couleur et le rang de la carte, et à définir dans ce cas l'univers comme le produit cartésien de ces deux ensembles : {\displaystyle \Omega } ≡ {pique, cœur, carreau, trèfle} × {2, 3, 4, 5, 6, 7, 8, 9, 10, valet, dame, roi, as}.
Pour choisir l'univers, nous devons aussi tenir compte des probabilités qui entrent dans la définition de l'expérience aléatoire.
Par exemple, dans le cas où le nombre de valeurs possibles de l'expérience aléatoire est fini, il est possible de considérer un univers sur lequel il y a équiprobabilité, c'est-à-dire sur lequel la probabilité est uniforme (par exemple, pour le lancer de dé, si le dé est non truqué, il y a équiprobabilité pour chacun des événements dans {1, 2, 3, 4, 5, 6}.